# OV-flyvebåde
Maagen, eller OV-flyvebåde, var ett danskt skol- och spaningsflygplan.
Under 1913 samlades det på privat väg in 43 000 kronor för att förse den Danska Marinens Flyvevæsen med flygplan. För de insamlade pengarna köptes två Donnet-Lévêque flygbåtar från Frankrike, som namngavs Maagen och Ternen. Maagen totalhavererade under 1914 och för att lösa bristen på flygplan beslöt Marinens Flyvevæsen att tillverka egna flygbåtar. Baserat på erfarenheterna man haft av Donnet-Lévêque flygbåtarna inledde man en produktion vid Orlogsværftet där stora delar av konstruktionen kopierades från de originaltillverkade franska flygbåtarna. Flygbåtarna kom att kallas Maagen klassen eller F.B. (FlyveBåde), totalt tillverkades 23 flygbåtar, dessa varierade i konstruktionen och försågs med ett flertal olika motoralternativ.
De vanligaste var 80 hk Gnome, 100 hk Benz eller 100 hk Curtiss men man provade även att montera 160 hk och 200 hk motorer.

## Varianter
- F.B. II var i tjänst 1914-1919, flygbåten saknade beväpning, totalt tillverkades åtta flygbåtar av varianten. Efter leveransen från Orlogsværftet placerades de på Marinens Flyveskole, Kløvermarken i Köpenhamn, från 1915 var de placerade vid Flyvebåds-stationen i Köpenhamn.
- F.B. III var i tjänst 1916-1924, flygbåten utrustades med en 100 hk Gnome motor och beväpnades med ett 8 mm kulspruta och fyra 9 kg bomber. Totalt tillverkades tio flygbåtar av varianten som placerades vid Flyvebåds-stationen i Köpenhamn.
- F.B. IV var i tjänst 1918-1924, flygbåten utrustades med en 200 hk Curtiss motor. Två flygbåtar tillverkades vid Orlogsværftet, och båda placerades vid Flyvebåds-stationen i Köpenhamn.
- F.B. V var i tjänst 1918-1924, flygbåten utrustades med en 100 hk Curtiss motor och är nästa identisk med F.B. III fast utan beväpning. Tre flygbåtar tillverkades vid Orlogsværftet, och de placerades vid Flyvebåds-stationen i Köpenhamn som skolflygbåtar.